# Episodi di Girlfriends (serie televisiva 2000) (quarta stagione)
| nº | Titolo originale                                | Titolo italiano                   | Prima TV USA      | Prima TV Italia |
| -- | ----------------------------------------------- | --------------------------------- | ----------------- | --------------- |
| 1  | Some Enchanted Evening                          | Il sole dopo la pioggia           | 15 settembre 2003 | agosto 2006     |
| 2  | If It's Broke, Fix It                           | L'anima gemella                   | 22 settembre 2003 |                 |
| 3  | Snoop, There It Is                              | La borsa o la vita                | 29 settembre 2003 |                 |
| 4  | You Ain't Gotta Go Home but...You Know the Rest | Pazzo d'amore                     | 6 ottobre 2003    |                 |
| 5  | Hopelessly Devoted to Two                       | Svegliati Lynn                    | 13 ottobre 2003   |                 |
| 6  | Inherit the Lynn                                | Tra l'incudine e il martello      | 20 ottobre 2003   |                 |
| 7  | And Baby Makes Four                             | E con il bambino siamo in quattro | 3 novembre 2003   |                 |
| 8  | Viva Las Vegas                                  | Las Vegas                         | 10 novembre 2003  |                 |
| 9  | Between Brock and a Hard Place                  | Tra L'incudine e il martello      | 17 novembre 2003  |                 |
| 10 | Don't You Want Me Baby?                         | Non Mi Desideri?                  | 27 novembre 2003  |                 |
| 11 | Merry Ex-mas                                    | Il gioco di Natale                | 15 dicembre 2003  |                 |
| 12 | Prophet and Loss                                | Profezie e rinunce                | 12 gennaio 2004   |                 |
| 13 | Comedy of Eros                                  | Fermata d'autobus                 | 9 febbraio 2004   |                 |
| 14 | Leggo My Ego                                    | L'asta di beneficenza             | 16 febbraio 2004  |                 |
| 15 | Good Catch or Bad Hop?                          | Il campione                       | 23 febbraio 2004  |                 |
| 16 | On the Couch                                    | In analisi                        | 1º marzo 2004     |                 |
| 17 | Love, Peace and Hair Grease                     | La promozione                     | 29 marzo 2004     |                 |
| 18 | Wieners and Losers                              | La penna                          | 12 aprile 2004    |                 |
| 19 | He Loves Her, He Loves Me Not                   | La commemorazione                 | 26 aprile 2004    |                 |
| 20 | A Partnerless Partner                           | Il massaggiatore                  | 3 maggio 2004     |                 |
| 21 | Just the Three of Us                            | Solo noi tre                      | 10 maggio 2004    |                 |
| 22 | Love Thy Neighbor                               | Buon vicinato                     | 17 maggio 2004    |                 |
| 23 | New York Bound                                  | Destinazione New York             | 24 maggio 2004    |                 |
| 24 | New York Unbound                                | Ritorno a New York                | 24 maggio 2004    | luglio 2007     |

## Il sole dopo la pioggia
- Titolo originale: Some Enchanted Evening
- Diretto da: Leonard R. Garner Jr.
- Scritto da: Mara Brock Akil

## L'anima gemella
- Titolo originale: If It's Broke, Fix It
- Diretto da: Leonard R. Garner Jr.
- Scritto da: Dee LaDuke, Mark Alton Brown